# 康展華
康展華（英語：HONG Chin-wah，1959年—），人稱「康師傅」，香港民主派人士，曾擔任錦綉花園區議員杜嘉倫的助理，前香港元朗區議會悅恩選區議員。

## 政治生涯
2019年11月24日，康展華首度參與區議會選舉，在悅恩選區以3,416票，擊敗得2,837票的賴玥均，成功當選。